# 帕雷泰
帕雷泰（義大利語：Parete），是意大利卡塞塔省的一个市镇。总面积5.7平方公里，人口10912人，人口密度1914.4人/平方公里（2009年）。ISTAT代码为061054。